# Capitainerie de Santa Catarina
La Capitainerie de Santa Catarina était l'une des divisions administratives du Brésil à l'époque coloniale. Elle fut créée le 11 août de 1738 dans les territoires méridionaux de la capitainerie de São Paulo. Son premier gouverneur José da Silva Paes, prit officiellement ses fonctions le 7 mars de 1739.
Le 28 février de 1821, elle devint une province qui formera plus tard l'actuel État de Santa Catarina à la proclamation de la République Brésilienne en 1889. 